# Josuke Higashikata
Josuke Higashikata (東方 仗助?, Higashikata Jōsuke) è il protagonista della quarta serie del manga Le bizzarre avventure di JoJo nota come Diamond is Unbreakable.

## Il personaggio
È figlio illegittimo di Joseph Joestar, nonché zio di Jotaro Kujo. Nel suo caso, il nomignolo "Jojo" è giustificato dal secondo kanji del suo nome proprio, normalmente pronunciato "suke" ma che in alcuni casi può essere pronunciato "jo". Nato da un'avventura di Joseph Joestar con una donna giapponese, Tomoko Higashikata, ha un forte senso di giustizia e una bizzarra fobia per i rettili, dai serpenti alle tartarughe. All'età di 4 anni, Josuke rischiò la morte per un eccesso febbrile dovuto a cause sconosciute ai medici, e restò per cinquanta giorni in pericolo di  morte, probabilmente a causa del risveglio di Dio Brando in Egitto (eventi narrati in Stardust Crusaders). 
Ignara della causa della malattia, la madre di Josuke cercò di portarlo in auto all'ospedale della città, ma proprio quel giorno a Morio si scatenò una fortissima tormenta di neve e nonostante avesse montato le catene da neve rimase incastrata. I due vennero però salvati da un misterioso ragazzo, che aiutò la madre di Josuke a far uscire la macchina. Da allora Josuke tiene sempre i capelli acconciati stile bullo anni sessanta come segno di rispetto nei confronti del ragazzo ugualmente acconciato; chiunque glieli critichi viene punito, che sia un amico o un parente.

## Storia
Josuke vive nella cittadina giapponese (fittizia) di Morio e fa la conoscenza con Jotaro Kujo che gli rivela l'identità di suo padre e lo mette in guardia da un'oscura minaccia che incombe sulla città. Nella piccola cittadina Jotaro, Josuke e i suoi amici Koichi Hirose e Okuyasu Nijimura vanno alla ricerca dell'Arco e della Freccia, un misterioso artefatto con il potere di risvegliare il potere stand di chi ne viene trafitto, per evitare che rimanga nelle mani sbagliate: infatti molti cittadini di Morio-cho cominciano a sviluppare poteri che si fanno sempre più bizzarri.
Dopo essere venuti in possesso della Freccia, in precedenza posseduta dal fratello di Okuyasu, Keicho e poi dal suo assassino Akira Otoishi, Josuke e i suoi compagni vengono a sapere da Reimi Suigimoto, un fantasma che vive in una via di Morio, della presenza in città di un pericoloso serial killer. Il nome dell'assassino è Yoshikage Kira, dotato di stand (appropriatamente battezzato "Killer Queen") che non vuole assolutamente rinunciare alla sua esistenza tranquilla e ha inscenato per tutta la vita una falsa mediocrità per essere "lasciato in pace".
Dopo un primo scontro con Koichi e Jotaro, Kira cambierà identità prendendo il posto di Kosaku Kawajiri, un tranquillo padre di famiglia. Grazie all'aiuto dei vari portatori di stand incontrati e di un attempato Joseph Joestar, Josuke e i suoi compagni riusciranno a sconfiggere il serial killer (che, colpito dalla Freccia, ha acquisito un nuovo potere) riportando la pace nella cittadina.

## Personalità
Josuke è un ragazzo amichevole e disponibile, è sempre disposto ad aiutare o proteggere chi è nel bisogno. Josuke ha generalmente un carattere mite e affabile, ma tende ad arrabbiarsi moltissimo se qualcuno offende la sua capigliatura o se fa male ai suoi amici. Tuttavia, pare arrabbiarsi molto di più se qualcuno offende il suo taglio di capelli, dato che finisce per ignorare completamente quello che lo circonda (come dimostra contro Rohan Kishibe) e pensa solo a picchiare il più possibile chi lo ha offeso. Come tutti i Joestar inoltre, Josuke è estremamente intelligente ed è dotato di un ottimo spirito di osservazione.
Cresciuto dalla madre e dal nonno materno, Josuke inizialmente non è molto interessato a conoscere il padre (da cui si sente abbandonato) ma in seguito i due in qualche modo si riappacificano.
Josuke ha anche dimostrato un lato subdolo del suo carattere, specialmente quando si tratta di guadagnare denaro. Quando lui e Okuyasu incontrano Shigechi, egli escogita subito un piano per sfruttare lo stand di questi per vincere alla lotteria. Allo stesso modo, dopo aver incontrato Mikitaka Hazekura, approfitta del suo potere mutaforma, convincendolo a trasformarsi in dadi per vincere una sfida con Rohan Kishibe.

## Stand
Il suo Stand si chiama Crazy Diamond, citazione della canzone dei Pink Floyd Shine On You Crazy Diamond, che per ragioni di copyright è anche chiamato Shining Diamond.
È uno Stand discretamente forte (abbastanza da mettere in difficoltà Jotaro e costringerlo a fermare il tempo) e molto veloce (sostiene che i pugni di Crazy Diamond viaggino a circa 300 km/h anche se non l'ha mai verificato), seppure a corto raggio; il suo potere è quello di riparare oggetti ed esseri viventi, portandole, il più vicino possibile, al loro stato originale. Può usare questo potere per guarire le persone ferite, o rimettere insieme cose rotte o strappate, o anche ottenere gli ingredienti da un piatto e così via. Dal momento che per far tornare un oggetto com'era le sue parti devono ricongiungersi, può usare questo fatto per catturare cose o persone in un oggetto che cerca di ricomporsi, oppure tornare in possesso di qualcosa colpendone un frammento, facendo così tornare il resto dell'oggetto verso di lui. Nel caso in cui Josuke sia arrabbiato, gli oggetti si riformeranno distorti. Non ha comunque il potere di guarire se stesso e non può riportare in vita i morti o guarire malattie, in quanto il suo potere si limita a rigenerare la forma degli oggetti.